# .do
A .do a Dominikai Köztársaság internetes legfelső szintű tartomány kódja. A NIC.DO felügyeli.
A következő második szintek alá lehet harmadik szintű címeket regisztrálni:
- edu.do – oktatási intézményeknek.
- gob.do – kormányzati intézményeknek.
- gov.do – kormányzati intézményeknek.
- com.do – kereskedelmi intézményeknek.
- sld.do – egészségügyi intézményeknek.
- rog.do – nem-kormányzati szervezeteknek.
- net.do – internetszolgáltatóknak.
- web.do – web fejlesztők és tárhelyeknek.
- mil.do – katonai szervezeteknek.
- art.do – művészeti szervezeteknek.

## Külső lapok
- IANA .do whois information Archiválva 2007. október 30-i dátummal a Wayback Machine-ben

## Érdekességek
- Magyarországról a .do tartománykódot használja a Castellum.do dunaújvárosi helyi hírportál,[1] a választással nyilvánvalóan a „Dunaújváros Online” kifejezés rövidítésére utalva.